# A Winning Loser
A Winning Loser est un film américain réalisé par Ferris Hartman, sorti en 1917.

## Fiche technique
- Titre original : A Winning Loser
- Réalisation : Ferris Hartman
- Photographie : Elgin Lessley
- Production : Mack Sennett
- Société de production : Keystone
- Société de distribution : Keystone
- Pays de production :  États-Unis
- Langue originale : anglais
- Format : noir et blanc — 35 mm — 1,37:1 — Film muet
- Genre : Comédie
- Durée : une bobine - 300 m
- Date de sortie :
  - États-Unis : 18 mars 1917

## Distribution
- Al St. John
- Rose Pomeroy
- Vera Reynolds
- Al McKinnon
- Mai Wells